# Tafunsak
Tafunsak  (antiguamente transliterado como Tahfuhnsahk) es un municipio de Estados Federados de Micronesia, en el estado de Kosrae.
El municipio de Tafunsak incluye el área que le correspondía a Walung, un municipio que se le fue incorporado en la década de 1980.

## Etimología
Tafunsak proviene del kosraés "mitad bosque y mitad playa".